# Interlands Deens voetbalelftal 1920-1929
Deze pagina toont een chronologisch en gedetailleerd overzicht van de interlands die het Deens voetbalelftal heeft gespeeld in de periode 1920 – 1929.

## Interlands

### 1920
|                                                                        |                                     |       |            |                                                                                              |
| 5 april Vriendschappelijk № 34 «onderlinge duels» 14:30 uur (UTC+1:20) | Nederland                           | 2 – 0 | Denemarken | Het Nederlandsch Sportpark, Amsterdam Toeschouwers: 30.000 Scheidsrechter: Job Mutters (NED) |
| 5 april Vriendschappelijk № 34 «onderlinge duels» 14:30 uur (UTC+1:20) | Boelie Kessler 4' Jan de Natris 71' |       |            | Het Nederlandsch Sportpark, Amsterdam Toeschouwers: 30.000 Scheidsrechter: Job Mutters (NED) |

|                                                                     |                     |       |                       |                                                                          |
| 13 juni Vriendschappelijk № 35 «onderlinge duels» 19:30 uur (UTC+1) | Noorwegen           | 1 – 1 | Denemarken            | Gressbanen, Oslo Toeschouwers: 14.000 Scheidsrechter: Ernst Albihn (SWE) |
| 13 juni Vriendschappelijk № 35 «onderlinge duels» 19:30 uur (UTC+1) | Einar Gundersen 10' |       | 42' Bernhard Andersen | Gressbanen, Oslo Toeschouwers: 14.000 Scheidsrechter: Ernst Albihn (SWE) |

| Olympische Spelen 1920 |
| ---------------------- |

|                                                                                      |            |                        |        |                                                                           |
| 28 augustus Olympische Spelen Eerste ronde № 36 «onderlinge duels» 15:30 uur (UTC+1) | Denemarken | 0 – 1                  | Spanje | Dudenpark, Vorst Toeschouwers: 2.000 Scheidsrechter: Willem Eijmers (NED) |
| 28 augustus Olympische Spelen Eerste ronde № 36 «onderlinge duels» 15:30 uur (UTC+1) |            | 54' Patricio Arabolaza |        | Dudenpark, Vorst Toeschouwers: 2.000 Scheidsrechter: Willem Eijmers (NED) |

|  |  |  |  |  |  |  |  |  |

|                                                                        |        |                                    |            |                                                                                     |
| 10 oktober Vriendschappelijk № 37 «onderlinge duels» 14:00 uur (UTC+1) | Zweden | 0 – 2                              | Denemarken | Olympisch Stadion, Stockholm Toeschouwers: 12.000 Scheidsrechter: Willem Boas (NED) |
| 10 oktober Vriendschappelijk № 37 «onderlinge duels» 14:00 uur (UTC+1) |        | 19' Harry Hansen 41' Michael Rohde |            | Olympisch Stadion, Stockholm Toeschouwers: 12.000 Scheidsrechter: Willem Boas (NED) |

### 1921
|                                                                     |                  |       |                   |                                                                                           |
| 12 juni Vriendschappelijk № 38 «onderlinge duels» 13:30 uur (UTC+1) | Denemarken       | 1 – 1 | Nederland         | Københavns Idrætspark, Kopenhagen Toeschouwers: 20.000 Scheidsrechter: Ernst Albihn (SWE) |
| 12 juni Vriendschappelijk № 38 «onderlinge duels» 13:30 uur (UTC+1) | Harry Hansen 76' |       | 54' Jan van Gendt | Københavns Idrætspark, Kopenhagen Toeschouwers: 20.000 Scheidsrechter: Ernst Albihn (SWE) |

|                                                                       |                           |       |                     |                                                                                              |
| 2 oktober Vriendschappelijk № 39 «onderlinge duels» 13:30 uur (UTC+1) | Denemarken                | 3 – 1 | Noorwegen           | Københavns Idrætspark, Kopenhagen Toeschouwers: 22.000 Scheidsrechter: Artur Björklund (SWE) |
| 2 oktober Vriendschappelijk № 39 «onderlinge duels» 13:30 uur (UTC+1) | Poul Nielsen 7', 51', 75' |       | 64' Johnny Helgesen | Københavns Idrætspark, Kopenhagen Toeschouwers: 22.000 Scheidsrechter: Artur Björklund (SWE) |

|                                                                       |        |       |            |                                                                                          |
| 9 oktober Vriendschappelijk № 40 «onderlinge duels» 13:30 uur (UTC+1) | Zweden | 0 – 0 | Denemarken | Olympisch Stadion, Stockholm Toeschouwers: 18.000 Scheidsrechter: Ragnvald Smedvik (NOR) |
| 9 oktober Vriendschappelijk № 40 «onderlinge duels» 13:30 uur (UTC+1) |        |       |            | Olympisch Stadion, Stockholm Toeschouwers: 18.000 Scheidsrechter: Ragnvald Smedvik (NOR) |

### 1922
|                                                                      |        |       |            |                                                                                                  |
| 15 april Vriendschappelijk № 41 «onderlinge duels» 17:00 uur (UTC+1) | België | 0 – 0 | Denemarken | Stade Vélodrome de Rocourt, Rocourt Toeschouwers: 20.000 Scheidsrechter: Olivier de Ricard (FRA) |
| 15 april Vriendschappelijk № 41 «onderlinge duels» 17:00 uur (UTC+1) |        |       |            | Stade Vélodrome de Rocourt, Rocourt Toeschouwers: 20.000 Scheidsrechter: Olivier de Ricard (FRA) |

|                                                                         |                                    |       |            |                                                                                             |
| 17 april Vriendschappelijk № 42 «onderlinge duels» 14:30 uur (UTC+1:20) | Nederland                          | 2 – 0 | Denemarken | Het Nederlandsch Sportpark, Amsterdam Toeschouwers: 30.000 Scheidsrechter: Hugo Meisl (AUT) |
| 17 april Vriendschappelijk № 42 «onderlinge duels» 14:30 uur (UTC+1:20) | Harry Rodermond 4' Appie Groen 60' |       |            | Het Nederlandsch Sportpark, Amsterdam Toeschouwers: 30.000 Scheidsrechter: Hugo Meisl (AUT) |

|                                                                     |            |                                        |                   |                                                                                             |
| 11 juni Vriendschappelijk № 43 «onderlinge duels» 13:15 uur (UTC+1) | Denemarken | 0 – 3                                  | Tsjecho-Slowakije | Københavns Idrætspark, Kopenhagen Toeschouwers: 20.000 Scheidsrechter: Willem Eijmers (NED) |
| 11 juni Vriendschappelijk № 43 «onderlinge duels» 13:15 uur (UTC+1) |            | 8' Antonín Janda 36', 49' Jan Dvořáček |                   | Københavns Idrætspark, Kopenhagen Toeschouwers: 20.000 Scheidsrechter: Willem Eijmers (NED) |

|                                                                          |                                                             |       |                                    | |
| 10 september Vriendschappelijk № 44 «onderlinge duels» 13:00 uur (UTC+1) | Noorwegen                                                   | 3 – 3 | Denemarken                         | Fredrikstad Idræts- og Fotbaldplads, Fredrikstad Toeschouwers: 10.500 Scheidsrechter: Hjalmar Lundberg (SWE) |
| 10 september Vriendschappelijk № 44 «onderlinge duels» 13:00 uur (UTC+1) | Einar Gundersen 5' Poul Nielsen 38', 76' Einar Wilhelms 74' |       | 30' Christian Grøthan 89' Rolf Aas | Fredrikstad Idræts- og Fotbaldplads, Fredrikstad Toeschouwers: 10.500 Scheidsrechter: Hjalmar Lundberg (SWE) |

|                                                                       |                  |       |                     |                                                                                             |
| 1 oktober Vriendschappelijk № 45 «onderlinge duels» 13:30 uur (UTC+1) | Denemarken       | 1 – 2 | Zweden              | Københavns Idrætspark, Kopenhagen Toeschouwers: 23.000 Scheidsrechter: Willem Eijmers (NED) |
| 1 oktober Vriendschappelijk № 45 «onderlinge duels» 13:30 uur (UTC+1) | Poul Nielsen 38' |       | 26', 58' Harry Dahl | Københavns Idrætspark, Kopenhagen Toeschouwers: 23.000 Scheidsrechter: Willem Eijmers (NED) |

### 1923
|                                                                   |                                      |       |            |                                                                                          |
| 6 mei Vriendschappelijk № 46 «onderlinge duels» 17:30 uur (UTC+1) | Tsjecho-Slowakije                    | 2 – 0 | Denemarken | Stadion Sparty na Letné, Praag Toeschouwers: 15.000 Scheidsrechter: Jacques Hirrlé (SUI) |
| 6 mei Vriendschappelijk № 46 «onderlinge duels» 17:30 uur (UTC+1) | František Císař 19' Rudolf Sloup 39' |       |            | Stadion Sparty na Letné, Praag Toeschouwers: 15.000 Scheidsrechter: Jacques Hirrlé (SUI) |

|                                                                 |                                                                 |       |                                   |                                                                                          |
| 17 juni Vriendschappelijk № 47 «onderlinge duels» 13:00 (UTC+1) | Denemarken                                                      | 3 – 2 | Zwitserland                       | Københavns Idrætspark, Kopenhagen Toeschouwers: 25.000 Scheidsrechter: David Asson (ENG) |
| 17 juni Vriendschappelijk № 47 «onderlinge duels» 13:00 (UTC+1) | Alf Olsen 20' Steen Blicher 56' (pen.) Steen Blicher 76' (pen.) |       | 80' Robert Pache 87' Max Abegglen | Københavns Idrætspark, Kopenhagen Toeschouwers: 25.000 Scheidsrechter: David Asson (ENG) |

|                                                                          |                                            |       |                    |                                                                                          |
| 30 september Vriendschappelijk № 48 «onderlinge duels» 13:30 uur (UTC+1) | Denemarken                                 | 2 – 1 | Noorwegen          | Københavns Idrætspark, Kopenhagen Toeschouwers: 20.000 Scheidsrechter: Job Mutters (NED) |
| 30 september Vriendschappelijk № 48 «onderlinge duels» 13:30 uur (UTC+1) | Steen Blicher 47' (pen) iggo Jørgensen 53' |       | 22' Bjarne Johnsen | Københavns Idrætspark, Kopenhagen Toeschouwers: 20.000 Scheidsrechter: Job Mutters (NED) |

|                                                                        |                           |       |                                                           |                                                                                       |
| 14 oktober Vriendschappelijk № 49 «onderlinge duels» 13:30 uur (UTC+1) | Zweden                    | 1 – 3 | Denemarken                                                | Olympisch Stadion, Stockholm Toeschouwers: 18.000 Scheidsrechter: Tom Robertson (SCO) |
| 14 oktober Vriendschappelijk № 49 «onderlinge duels» 13:30 uur (UTC+1) | Harry Sundberg 81' (pen.) |       | 20' Viggo Jørgensen 27' Ernst Nilsson 87' Karl Vilhelmsen | Olympisch Stadion, Stockholm Toeschouwers: 18.000 Scheidsrechter: Tom Robertson (SCO) |

### 1924
|                                                                      |                                     |       |            |                                                                               |
| 21 april Vriendschappelijk № 50 «onderlinge duels» 15:00 uur (UTC+1) | Zwitserland                         | 2 – 0 | Denemarken | Stadion Landhof, Basel Toeschouwers: 15.000 Scheidsrechter: Job Mutters (NED) |
| 21 april Vriendschappelijk № 50 «onderlinge duels» 15:00 uur (UTC+1) | Walter Dietrich 3' Max Abegglen 42' |       |            | Stadion Landhof, Basel Toeschouwers: 15.000 Scheidsrechter: Job Mutters (NED) |

|                                                                                |                                |       |                                       |                                                                                          |
| 15 juni Noords Kampioenschap 1924/28 № 51 «onderlinge duels» 13:00 uur (UTC+1) | Denemarken                     | 2 – 3 | Zweden                                | Københavns Idrætspark, Kopenhagen Toeschouwers: 25.000 Scheidsrechter: Noel Watson (ENG) |
| 15 juni Noords Kampioenschap 1924/28 № 51 «onderlinge duels» 13:00 uur (UTC+1) | Alf Olsen 2' Ernst Nilsson 47' |       | 59' Per Kaufeldt 71', 75' Sven Rydell | Københavns Idrætspark, Kopenhagen Toeschouwers: 25.000 Scheidsrechter: Noel Watson (ENG) |

|                                                                                     |                         |       |                                     |                                                                          |
| 14 september Noords Kampioenschap 1924/28 № 52 «onderlinge duels» 13:00 uur (UTC+1) | Noorwegen               | 1 – 3 | Denemarken                          | Gressbanen, Oslo Toeschouwers: 15.000 Scheidsrechter: Erik Ohlsson (SWE) |
| 14 september Noords Kampioenschap 1924/28 № 52 «onderlinge duels» 13:00 uur (UTC+1) | Finn Berstad 11' (pen.) |       | 21' Alf Olsen 26', 31' Poul Nielsen | Gressbanen, Oslo Toeschouwers: 15.000 Scheidsrechter: Erik Ohlsson (SWE) |

|                                                                       |                      |       |                     |                                                                                          |
| 5 oktober Vriendschappelijk № 53 «onderlinge duels» 13:00 uur (UTC+1) | Denemarken           | 2 – 1 | België              | Københavns Idrætspark, Kopenhagen Toeschouwers: 20.000 Scheidsrechter: Otto Olsson (SWE) |
| 5 oktober Vriendschappelijk № 53 «onderlinge duels» 13:00 uur (UTC+1) | Poul Nielsen 8', 34' |       | 59' Ferdinand Adams | Københavns Idrætspark, Kopenhagen Toeschouwers: 20.000 Scheidsrechter: Otto Olsson (SWE) |

### 1925
|                                                                                |        |                                   |            |                                                                                     |
| 14 juni Noords Kampioenschap 1924/28 № 54 «onderlinge duels» 14:00 uur (UTC+1) | Zweden | 0 – 2                             | Denemarken | Olympisch Stadion, Stockholm Toeschouwers: 19.000 Scheidsrechter: Noel Watson (ENG) |
| 14 juni Noords Kampioenschap 1924/28 № 54 «onderlinge duels» 14:00 uur (UTC+1) |        | 37' Einar Larsen 65' Poul Nielsen |            | Olympisch Stadion, Stockholm Toeschouwers: 19.000 Scheidsrechter: Noel Watson (ENG) |

|                                                                                |                                                                           |       |                   |                                                                                          |
| 21 juni Noords Kampioenschap 1924/28 № 55 «onderlinge duels» 13:30 uur (UTC+1) | Denemarken                                                                | 5 – 1 | Noorwegen         | Københavns Idrætspark, Kopenhagen Toeschouwers: 23.000 Scheidsrechter: Noel Watson (ENG) |
| 21 juni Noords Kampioenschap 1924/28 № 55 «onderlinge duels» 13:30 uur (UTC+1) | Ernst Nilsson 7', 71' Poul Nielsen 49' Michael Rohde 73' Einar Larsen 81' |       | 60' Herbert Lunde | Københavns Idrætspark, Kopenhagen Toeschouwers: 23.000 Scheidsrechter: Noel Watson (ENG) |

|                                                                          |                                                   |       |                                         |                                                                              |
| 27 september Vriendschappelijk № 56 «onderlinge duels» 14:00 uur (UTC+1) | Denemarken                                        | 3 – 3 | Finland                                 | Aarhus Stadion, Aarhus Toeschouwers: 8.000 Scheidsrechter: Job Mutters (NED) |
| 27 september Vriendschappelijk № 56 «onderlinge duels» 14:00 uur (UTC+1) | Hjalmar Kelin 18' (e.d.) Pauli Jørgensen 61', 67' |       | 24', 35' Verner Eklöf 41' Aulis Koponen | Aarhus Stadion, Aarhus Toeschouwers: 8.000 Scheidsrechter: Job Mutters (NED) |

|                                                                           |                                                                           |       |                                       |                                                                                               |
| 25 oktober Vriendschappelijk № 57 «onderlinge duels» 14:00 uur (UTC+1:20) | Nederland                                                                 | 4 – 2 | Denemarken                            | Het Nederlandsch Sportpark, Amsterdam Toeschouwers: 30.000 Scheidsrechter: Peco Bauwens (GER) |
| 25 oktober Vriendschappelijk № 57 «onderlinge duels» 14:00 uur (UTC+1:20) | Wim Tap 41' Charles van Baar van Slangenburgh 48', 49' Wout Buitenweg 73' |       | 61' Ernst Nilsson 88' Viggo Jørgensen | Het Nederlandsch Sportpark, Amsterdam Toeschouwers: 30.000 Scheidsrechter: Peco Bauwens (GER) |

### 1926
|                                                                     |                                                 |       |                    |                                                                                          |
| 13 juni Vriendschappelijk № 58 «onderlinge duels» 13:30 uur (UTC+1) | Denemarken                                      | 4 – 1 | Nederland          | Københavns Idrætspark, Kopenhagen Toeschouwers: 19.000 Scheidsrechter: Otto Olsson (SWE) |
| 13 juni Vriendschappelijk № 58 «onderlinge duels» 13:30 uur (UTC+1) | Steen Blicher 33' Viggo Jørgensen 44', 58', 84' |       | 60' Wout Buitenweg | Københavns Idrætspark, Kopenhagen Toeschouwers: 19.000 Scheidsrechter: Otto Olsson (SWE) |

|                                                                     |                                                      |       |                                    |                                                                                      |
| 20 juni Vriendschappelijk № 59 «onderlinge duels» 18:00 uur (UTC+2) | Finland                                              | 3 – 2 | Denemarken                         | Töölön Pallokenttä, Helsinki Toeschouwers: 5.000 Scheidsrechter: Gustaf Ekberg (SWE) |
| 20 juni Vriendschappelijk № 59 «onderlinge duels» 18:00 uur (UTC+2) | Abbe Lönnberg 6' Hjalmar Kelin 37' Abbe Lönnberg 70' |       | 12' Svend Petersen 16' August Bøge | Töölön Pallokenttä, Helsinki Toeschouwers: 5.000 Scheidsrechter: Gustaf Ekberg (SWE) |

|                                                                                     |                                      |       |                       |                                                                            |
| 19 september Noords Kampioenschap 1924/28 № 60 «onderlinge duels» 12:30 uur (UTC+1) | Noorwegen                            | 2 – 2 | Denemarken            | Gressbanen, Oslo Toeschouwers: 15.000 Scheidsrechter: Axel Bergqvist (SWE) |
| 19 september Noords Kampioenschap 1924/28 № 60 «onderlinge duels» 12:30 uur (UTC+1) | Einar Gundersen 24' Finn Berstad 35' |       | 9', 48' Michael Rohde | Gressbanen, Oslo Toeschouwers: 15.000 Scheidsrechter: Axel Bergqvist (SWE) |

|                                                                                  |                                             |       |        |                                                                                           |
| 3 oktober Noords Kampioenschap 1924/28 № 61 «onderlinge duels» 13:30 uur (UTC+1) | Denemarken                                  | 2 – 0 | Zweden | Københavns Idrætspark, Kopenhagen Toeschouwers: 26.000 Scheidsrechter: Peco Bauwens (GER) |
| 3 oktober Noords Kampioenschap 1924/28 № 61 «onderlinge duels» 13:30 uur (UTC+1) | Harry Bendixen 41' (pen.) Michael Rohde 70' |       |        | Københavns Idrætspark, Kopenhagen Toeschouwers: 26.000 Scheidsrechter: Peco Bauwens (GER) |

### 1927
|                                                                                  |           |                 |            |                                                                                 |
| 29 mei NFF 25-jarige jubileumwedstrijd № 62 «onderlinge duels» 13:00 uur (UTC+1) | Noorwegen | 0 – 1           | Denemarken | Ullevaalstadion, Oslo Toeschouwers: 15.000 Scheidsrechter: Axel Bergqvist (SWE) |
| 29 mei NFF 25-jarige jubileumwedstrijd № 62 «onderlinge duels» 13:00 uur (UTC+1) |           | 87' Kaj Uldaler |            | Ullevaalstadion, Oslo Toeschouwers: 15.000 Scheidsrechter: Axel Bergqvist (SWE) |

|                                                                     |                  |       |                 |                                                                                             |
| 12 juni Vriendschappelijk № 63 «onderlinge duels» 13:30 uur (UTC+1) | Denemarken       | 1 – 1 | Nederland       | Københavns Idrætspark, Kopenhagen Toeschouwers: 21.000 Scheidsrechter: Axel Bergqvist (SWE) |
| 12 juni Vriendschappelijk № 63 «onderlinge duels» 13:30 uur (UTC+1) | Henry Hansen 49' |       | 28' Jan Elfring | Københavns Idrætspark, Kopenhagen Toeschouwers: 21.000 Scheidsrechter: Axel Bergqvist (SWE) |

|                                                                     |        |       |            |                                                                                       |
| 19 juni Vriendschappelijk № 64 «onderlinge duels» 14:00 uur (UTC+1) | Zweden | 0 – 0 | Denemarken | Olympisch Stadion, Stockholm Toeschouwers: 20.000 Scheidsrechter: John Langenus (BEL) |
| 19 juni Vriendschappelijk № 64 «onderlinge duels» 14:00 uur (UTC+1) |        |       |            | Olympisch Stadion, Stockholm Toeschouwers: 20.000 Scheidsrechter: John Langenus (BEL) |

|                                                                       |                                         |       |                    |                                                                                               |
| 2 oktober Vriendschappelijk № 65 «onderlinge duels» 13:30 uur (UTC+1) | Duitsland                               | 3 – 1 | Denemarken         | Københavns Idrætspark, Kopenhagen Toeschouwers: 19.000 Scheidsrechter: Ragnvald Smedvik (NOR) |
| 2 oktober Vriendschappelijk № 65 «onderlinge duels» 13:30 uur (UTC+1) | Michael Rohde 23', 48' Henry Hansen 31' |       | 44' Georg Kießling | Københavns Idrætspark, Kopenhagen Toeschouwers: 19.000 Scheidsrechter: Ragnvald Smedvik (NOR) |

|                                                                                   |                                                        |       |                     |                                                                                            |
| 30 oktober Noords Kampioenschap 1924/28 № 66 «onderlinge duels» 13:30 uur (UTC+1) | Denemarken                                             | 3 – 1 | Noorwegen           | Københavns Idrætspark, Kopenhagen Toeschouwers: 20.000 Scheidsrechter: Alfred Birlem (GER) |
| 30 oktober Noords Kampioenschap 1924/28 № 66 «onderlinge duels» 13:30 uur (UTC+1) | Pauli Jørgensen 48' Michael Rohde 58' Henry Hansen 69' |       | 19' Einar Gundersen | Københavns Idrætspark, Kopenhagen Toeschouwers: 20.000 Scheidsrechter: Alfred Birlem (GER) |

### 1928
|                                                                         |                               |       |            |                                                                                               |
| 22 april Vriendschappelijk № 67 «onderlinge duels» 14:30 uur (UTC+1:20) | Nederland                     | 2 – 0 | Denemarken | Het Nederlandsch Sportpark, Amsterdam Toeschouwers: 30.000 Scheidsrechter: Peco Bauwens (GER) |
| 22 april Vriendschappelijk № 67 «onderlinge duels» 14:30 uur (UTC+1:20) | Jan Elfring 13' Cor Kools 63' |       |            | Het Nederlandsch Sportpark, Amsterdam Toeschouwers: 30.000 Scheidsrechter: Peco Bauwens (GER) |

|                                                                                |                                             |       |                                                        |                                                                                 |
| 17 juni Noords Kampioenschap 1924/28 № 68 «onderlinge duels» 13:00 uur (UTC+1) | Noorwegen                                   | 2 – 3 | Denemarken                                             | Ullevaalstadion, Oslo Toeschouwers: 15.000 Scheidsrechter: Vidar Stenborg (SWE) |
| 17 juni Noords Kampioenschap 1924/28 № 68 «onderlinge duels» 13:00 uur (UTC+1) | Finn Berstad 64' (pen.) Sigurd Andersen 81' |       | 66' Henry Hansen 70' Michael Rohde 72' Pauli Jørgensen | Ullevaalstadion, Oslo Toeschouwers: 15.000 Scheidsrechter: Vidar Stenborg (SWE) |

|                                                                          |                                        |       |                    |                                                                                       |
| 16 september Vriendschappelijk № 69 «onderlinge duels» 15:30 uur (UTC+1) | Duitsland                              | 2 – 1 | Denemarken         | Städtisches Stadion, Neurenberg Toeschouwers: 35.000 Scheidsrechter: Paul Ruoff (SUI) |
| 16 september Vriendschappelijk № 69 «onderlinge duels» 15:30 uur (UTC+1) | Konrad Heidkamp 58' Ludwig Hofmann 68' |       | 9' Pauli Jørgensen | Städtisches Stadion, Neurenberg Toeschouwers: 35.000 Scheidsrechter: Paul Ruoff (SUI) |

|                                                                       |                                                       |       |                 |                                                                                             |
| 7 oktober Vriendschappelijk № 70 «onderlinge duels» 13:30 uur (UTC+1) | Denemarken                                            | 3 – 1 | Zweden          | Københavns Idrætspark, Kopenhagen Toeschouwers: 27.500 Scheidsrechter: Fritz Spranger (GER) |
| 7 oktober Vriendschappelijk № 70 «onderlinge duels» 13:30 uur (UTC+1) | Michael Rohde 6' Pauli Jørgensen 8' Ernst Nilsson 31' |       | 32' Sven Rydell | Københavns Idrætspark, Kopenhagen Toeschouwers: 27.500 Scheidsrechter: Fritz Spranger (GER) |

### 1929
|                                                                                |                                                 |       |                                  |                                                                                     |
| 16 juni Noords Kampioenschap 1929/32 № 71 «onderlinge duels» 13:00 uur (UTC+1) | Zweden                                          | 3 – 2 | Denemarken                       | Slottsskogsvallen, Göteborg Toeschouwers: 20.553 Scheidsrechter: Peco Bauwens (GER) |
| 16 juni Noords Kampioenschap 1929/32 № 71 «onderlinge duels» 13:00 uur (UTC+1) | John Nilsson 9' Per Kaufeldt 31' Knut Kroon 49' |       | 63' Einar Larsen 65' Kaj Uldaler | Slottsskogsvallen, Göteborg Toeschouwers: 20.553 Scheidsrechter: Peco Bauwens (GER) |

|                                                                                |                                                    |       |                                                                          |                                                                       |
| 23 juni Noords Kampioenschap 1929/32 № 72 «onderlinge duels» 13:30 uur (UTC+1) | Denemarken                                         | 2 – 5 | Noorwegen                                                                | Københavns Idrætspark, Kopenhagen Scheidsrechter: Alfred Birlem (GER) |
| 23 juni Noords Kampioenschap 1929/32 № 72 «onderlinge duels» 13:30 uur (UTC+1) | Pauli Jørgensen 32' Knud Christophersen 82' (pen.) |       | 41', 60' Jørgen Juve 69' Sverre Berg-Johannesen 72', 77' Erling Andersen | Københavns Idrætspark, Kopenhagen Scheidsrechter: Alfred Birlem (GER) |

|                                                                                   | |       |         |                                                                                           |
| 13 oktober Noords Kampioenschap 1929/32 № 73 «onderlinge duels» 13:30 uur (UTC+1) | Denemarken                                                                                                   | 8 – 0 | Finland | Københavns Idrætspark, Kopenhagen Toeschouwers: 20.000 Scheidsrechter: Moritz Fuchs (GER) |
| 13 oktober Noords Kampioenschap 1929/32 № 73 «onderlinge duels» 13:30 uur (UTC+1) | Pauli Jørgensen 11', 41', 73' Henry Hansen 30', 34' Kaj Uldaler 61' Svend Aage Eriksen 70' Michael Rohde 87' |       |         | Københavns Idrætspark, Kopenhagen Toeschouwers: 20.000 Scheidsrechter: Moritz Fuchs (GER) |

België · Bulgarije · Denemarken · Duitsland · Engeland · Estland · Finland · Frankrijk · Griekenland · Hongarije · Ierland · Italië · Joegoslavië · Letland · Litouwen · Luxemburg · Nederland · Noord-Ierland · Noorwegen · Oostenrijk · Polen · Portugal · Roemenië · Schotland · Sovjet-Unie · Spanje · Tsjecho-Slowakije · Turkije · Wales · Zweden · Zwitserland
DBU · A-internationals · Selecties · Bondscoaches · Deens vrouwenelftal · Olympisch elftal · Denemarken U21 · Denemarken U20 · Denemarken U19 · Denemarken U18 · Denemarken U17 · Denemarken U16 · Vrouwen U17
1908 – 1919 ·
1920 – 1929 ·
1930 – 1939 ·
1940 – 1949 ·
1950 – 1959 ·
1960 – 1969 ·
1970 – 1979 ·
1980 – 1989 ·
1990 – 1999 ·
2000 – 2009 ·
2010 – 2019 ·
2020 − 2029
EK's: 1964 · 
1984 · 
1988 · 
1992 · 
1996 · 
2000 · 
2004 · 
2012 · 
2020 · 
2024
WK's: 1986 · 
1998 · 
2002 · 
2010 · 
2018 · 
2022
OS: 1908 · 
1912 · 
1920 · 
1948 · 
1952 · 
1960 · 
1972 · 
1992 · 
2016
1908 · 
1909 · 
1910 · 
1911 · 
1912 · 
1913 · 
1914 · 
1915 · 
1916 · 
1917 · 
1918 · 
1919 · 
1920 · 
1921 · 
1922 · 
1923 · 
1924 · 
1925 · 
1926 · 
1927 · 
1928 · 
1929 · 
1930 · 
1931 · 
1932 · 
1933 · 
1934 · 
1935 · 
1936 · 
1937 · 
1938 · 
1939 · 
1940 · 
1941 · 
1942 · 
1943 · 
1944 · 
1946 · 
1947 · 
1948 · 
1949 · 
1950 · 
1952 · 
1952 · 
1953 · 
1954 · 
1955 · 
1956 · 
1957 · 
1958 · 
1959 · 
1960 · 
1961 · 
1962 · 
1963 · 
1964 · 
1965 · 
1966 · 
1967 · 
1968 · 
1969 · 
1970 · 
1971 · 
1972 · 
1973 · 
1974 · 
1975 · 
1976 · 
1977 · 
1978 · 
1979 · 
1980 · 
1981 · 
1982 · 
1983 · 
1984 · 
1985 · 
1986 · 
1987 · 
1988 · 
1989 · 
1990 ·
1991 · 
1992 · 
1993 · 
1994 · 
1995 · 
1996 · 
1997 · 
1998 · 
1999 · 
2000 · 
2001 · 
2002 · 
2003 · 
2004 · 
2005 · 
2006 · 
2007 · 
2008 · 
2009 · 
2010 · 
2011 · 
2012 · 
2013 · 
2014 · 
2015 · 
2016 · 
2017 · 
2018 ·
2019 ·
2020 ·
2021 ·
2022 ·
2023
Albanië ·
Algerije ·
Argentinië ·
Armenië ·
Australië ·
België ·
Bermuda ·
Bosnië en Herzegovina · 
Brazilië ·
Bulgarije ·
Canada ·
Chili ·
Cyprus ·
DDR ·
Duitsland ·
Ecuador ·
Egypte ·
Engeland ·
Estland ·
Faeröer · 
Finland · 
Frankrijk ·
Gambia ·
Georgië ·
Ghana ·
Gibraltar ·
GOS ·
Griekenland ·
Honduras ·
Hongarije ·
Hongkong ·
Ierland ·
IJsland ·
Indonesië ·
Iran ·
Israël ·
Italië ·
Japan ·
Joegoslavië ·
Kameroen ·
Kazachstan ·
Kosovo · 
Kroatië · 
Letland ·
Liechtenstein ·
Litouwen ·
Luxemburg ·
Malta ·
Marokko ·
Mexico ·
Moldavië · 
Montenegro · 
Nederland ·
Nederlandse Antillen ·
Nigeria ·
Noord-Ierland ·
Noord-Macedonië ·
Noorwegen ·
Oekraïne ·
Oostenrijk ·
Panama ·
Paraguay ·
Peru ·
Polen ·
Portugal ·
Roemenië ·
Rusland ·
San Marino ·
Saoedi-Arabië ·
Schotland ·
Senegal ·
Servië ·
Singapore ·
Slovenië ·
Slowakije ·
Sovjet-Unie ·
Spanje ·
Suriname ·
Thailand ·
Togo · 
Tsjechië ·
Tsjecho-Slowakije ·
Tunesië · 
Turkije · 
Uruguay ·
Verenigde Arabische Emiraten ·
Verenigde Staten ·
Wales ·
Wit-Rusland ·
Zuid-Afrika ·
Zuid-Korea ·
Zweden ·
Zwitserland
Argentinië (1995) · 
Australië (2018) ·
Australië (2022) · 
België (2021) · 
Duitsland (1992) · 
Duitsland (2012) · 
Engeland (2021) · 
Finland (2021) · 
Frankrijk (2002) · 
Frankrijk (2018) · 
Japan (2010) · 
Kameroen (2010) · 
Kroatië (2018) · 
Nederland (2010) · 
Nederland (2012) · 
Peru (2018) · 
Portugal (2012) · 
Rusland (2021) · 
Senegal (2002) · 
Tsjechië (2021) · 
Uruguay (2002) · 
Wales (2021)